# بلغاسین
بلغاسین (قزاقی: Болғасын) یک رود در استان آق‌تپه کشور قزاقستان است.